# Буассере, Мельхиор
Мельхиор Германн Иосиф Георг Буассере (нем. Melchior Hermann Joseph Georg Boisserée; 23 апреля 1786, Кёльн, Куррейнский округ — 14 мая 1851, Бонн, Рейнская провинция) — немецкий историк искусства и коллекционер живописи. Его старший брат — архитектор и исследователь готической архитектуры Иоганн Сюльпис Мельхиор Доминикус Буассере также был коллекционером и историком искусства.

## Биография
Мельхиор Буассере родился 23 апреля 1786 года в городе Кёльне. Мельхиор был младшим из одиннадцати детей Николя Буассерре и его жены Марии Магдалены Брентано. Предками семьи были французские протестанты, которые иммигрировали из Льежа (ныне Бельгия) в XVIII веке. После ранней смерти родителей в 1790 и 1792 годах его воспитанием в строгом католическом духе занялась бабушка. Примерно до 1799 года Мельхиор учился в школе-интернате княжества Зальм в Анхольте, а затем в Центральной школе (École Centrale) в Кёльне, где изучал естественные науки. В 1803 году братья отправились в Париж и познакомились с Фридрихом Шлегелем, которого затем уговорили приехать в Кёльн, где он преподавал в Центральной школе.
Братья Буассере поддерживали деловые и дружеские отношения с Иоганном Вольфгангом фон Гёте, Фердинандом Францем Вальрафом.

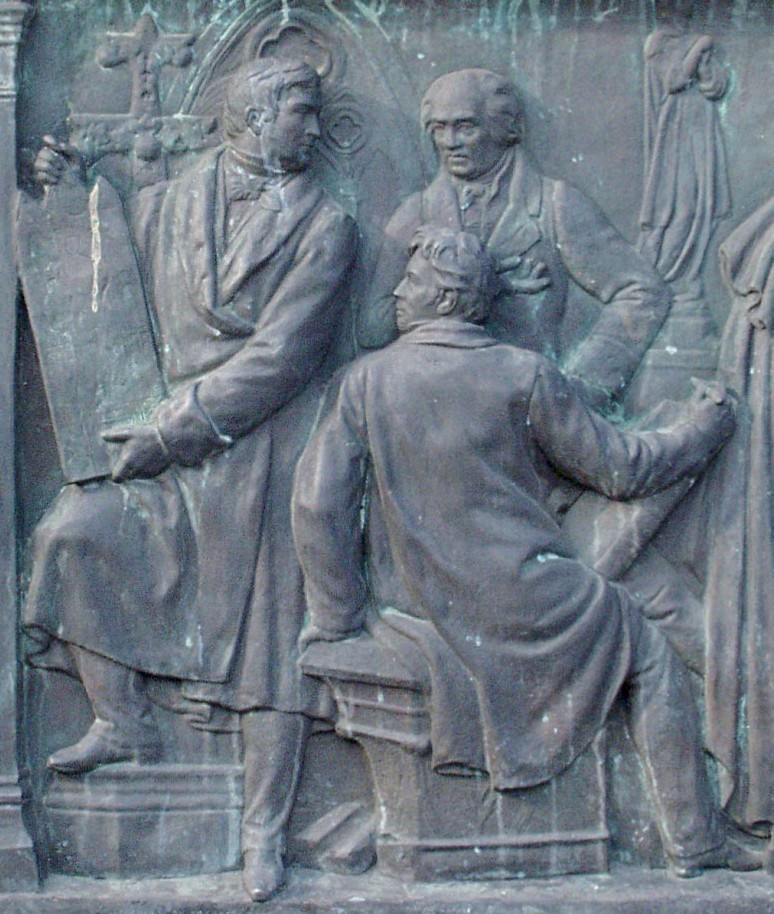
Деталь рельефа на южной стороне конной статуи Фридриха Вильгельма III в Кёльне с братьями Буассере и Ф. Ф. Вальрафом

В 1804 году Мельхиор и Сюльпис Буассере приступили к систематическому коллекционированию произведений старонемецкой и старонидерландской живописи. Их общий друг Иоганн Батист Бертрам (нем. Johann Baptist Bertram; 1776—1841) стал совладельцем коллекции картин. Братья совершали поисковые экспедиции по городам Германии, прирейнских областей и Фландрии. Часть германских земель в 1801 году согласно Люневильскому договору отошла к революционной Франции, многие церкви и монастыри были закрыты, а произведения искусства выставлены на торги. Это помогло братьям Буассере составить уникальную коллекцию церковной живописи.
С ноября 1810 по 1819 год собиратели демонстрировали коллекцию в своём доме на Карлсплац в Гейдельберге, затем в Штутгарте. Шлегель оценил её восторженно. Гёте, который также посетил собрание, был с его классическими симпатиями более сдержан, но выразил желание написать предисловие к эссе Сюльписа Буассере «Древнегерманская архитектура» (1817). Братья закрыли свой музей в 1819 году. В 1827 году живописец Георг фон Диллис, директор художественной коллекции короля Баварии Людвига I, приобрёл всю коллекцию из 215 картин. Бертрам и братья Буассере последовали за своими картинами в столицу Баварии, и в 1827 году коллекция составила гордость Старой пинакотеки в Мюнхене.
Мельхиор Буассере документировал коллекцию, будучи редактором более крупного литографического труда, изданного на 114 листах литографом Иоганном Непомуком Штрикснером между 1821 и 1840 годами.
Мельхиор способствовал возрождению традиции витражного искусства в Германии в связи с усилиями обоих братьев по завершению строительства Кёльнского собора.
Мельхиор Германн Иосиф Георг Буассере скончался 14 мая 1851 года в Бонне и был погребён вместе с братом на Старом кладбище города, Сохранилась увенчанная крестом надгробная стела с рельефом, изображающим Христа, работы Кристиана Даниэля Рауха.
В 1888 году в Кёльне в районе Нойштадт-Зюйд в честь знаменитой семьи была торжественно открыта Буассерештрассе (Boisseréestraße).